# Кемдере
Кемдере (фр. Kemdéré) — деревня в Чаде, расположенная на территории региона Среднее Шари.

## Географическое положение
Деревня находится в южной части Чада, на левом берегу реки Шари, на высоте 343 метров над уровнем моря.
Населённый пункт расположен на расстоянии приблизительно 491 километра к юго-востоку от столицы страны Нджамены.

## Климат
Климат деревни характеризуется как тропический, с сухой зимой и дождливым летом (Aw в классификации климатов Кёппена). Среднегодовая температура воздуха составляет 27,4 °C. Средняя температура самого холодного месяца (августа) составляет 25,6 °С, самого жаркого месяца (апреля) — 30,9 °С. Расчётная многолетняя норма осадков — 997 мм. В течение года количество осадков распределено неравномерно, основная их масса выпадает в период с апреля по октябрь. Наибольшее количество осадков выпадает в августе (241 мм).

## Транспорт
Ближайший аэропорт расположен в городе Сарх.